# ساحة باب إدريس

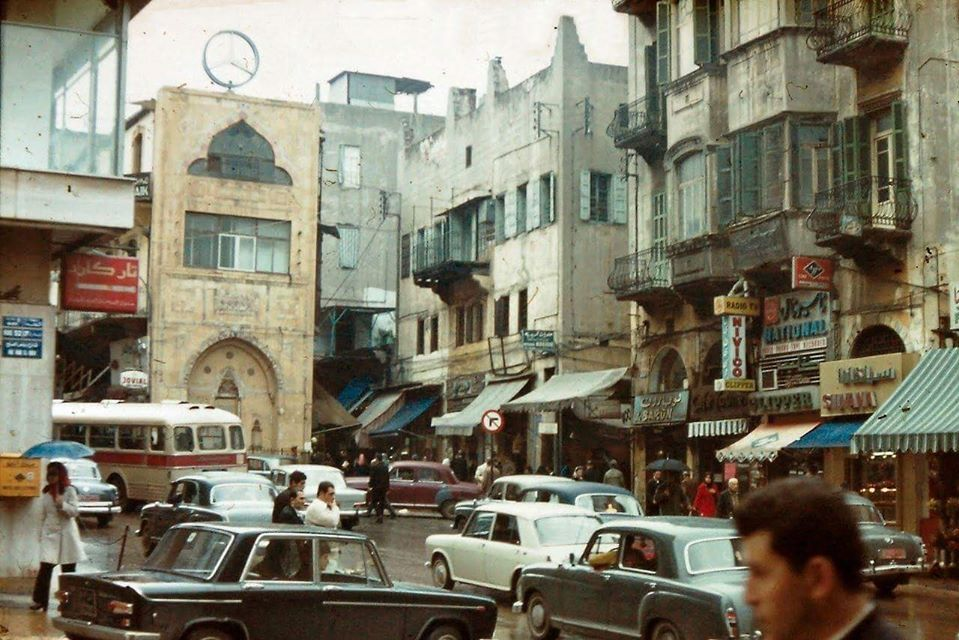

ساحة باب إدريس هي ساحة في وسط بيروت، لبنان.

## نظرة عامة
كان باب إدريس أحد المداخل الرئيسية لمركز مدينة بيروت، وهو مقصد شهير حتى عام 1975. مع إعادة الإعمار، تم تصميمه ليكون ساحة جديدة.

## أعمال بناء
بمجرد بناء أسواق بيروت في مطلع القرن التاسع عشر، تطور دور باب إدريس. كان مركز نقل مهم ووجهة شهيرة. أثناء الانتداب الفرنسي، تم ربط شارع عبد الحميد كرامة بباب إدريس. تم تخطيط مربع في هذا الموقع ولكن لم يتم بناؤه مطلقًا. أتاحت إعادة الإعمار بعد الحرب في منتصف التسعينيات الفرصة لتحقيق ذلك، مما عزز دور باب إدريس كبوابة غربية إلى قلب بيروت التاريخي.

## التاريخ
يشير باب إلى البوابة القديمة وإدريس إلى العائلة المالكة للملكية عند مفترق الطرق منذ القرن التاسع عشر. على الرغم من أن باب إدريس ليس بوابة دائمًا، إلا أنه بقي في الذاكرة الشعبية، وكان أحد المداخل الرئيسية لوسط المدينة. في العصور الرومانية، كان هناك شارع ذو أعمدة في هذه المنطقة، وربط وسط مدينة بيريتوس بمضمار سباق الخيل في وادي أبو جميل. في وقت لاحق، سد جدار المدينة هذا الشارع الرئيسي. مع بناء أسواق بيروت في مطلع القرن التاسع عشر، تطور دور باب إدريس. جعل من خطي الترام محورًا مهمًا للنقل ووجهة شهيرة: كانت متاجر ABC، وPatisserie Suisse، وCafé Tanios، وCosmos Restaurant، وLibrairie Antoine ، من بين الأماكن التي لا تنسى. أثناء الانتداب الفرنسي، كان شارع عبد الحميد كرامة - أحد الشوارع المشعة من ميدان النجمة - متصلاً بباب إدريس. هناك، تم تخطيط مربع ولكن لم يتم بناؤه. أتاحت إعادة الإعمار بعد الحرب في منتصف التسعينيات الفرصة لتحقيق ذلك، مما عزز دور باب إدريس كبوابة غربية إلى قلب بيروت التاريخي. واليوم، تم تأطير ميدان باب إدريس من قبل مباني طانيوس وصباغ المجددة في الشمال، ومبني ABC وKronfol-Daouk على الجانب الجنوبي. تم تفكيك Kronfol-Daouk وإعادة بنائه لإفساح المجال لطرق أوسع. على الجانب الشرقي تهيمن الساحة على مبنى إدريس الجديد.

## الجدول الزمني
- العصر الروماني: ربط شارع كولونيد وسط مدينة بيروت بمضمار سباق الخيل في وادي أبو جميل.
- القرن التاسع عشر: تطور دور باب إدريس بعد بناء أسواق بيروت.
- الانتداب الفرنسي: كان متصلاً بشارع عبد الحميد كرامة المتجه من ميدان النجمة إلى باب إدريس.
- منتصف التسعينيات: أتاحت إعادة الإعمار بعد الحرب الفرصة لبناء ميدان.